# Horeunge (typografi)
 For alternative betydninger, se Horeunge. (Se også artikler, som begynder med Horeunge)
En horeunge er – i typografisk betydning – den sidste linje i et afsnit, der står alene øverst i en spalte eller på en side.
På engelsk hedder det en: orphan, altså en forældreløs. Det er ikke kvalitetsarbejde, hvis en horeunge slipper ud til læserne.
Hvordan undgås horeunger? Det er forskelligt for de forskellige tekstbehandlingsprogrammer, men der kan anføres et minimumsantal linjer før/efter sideskift. Eller endnu bedre: brug et desktop publishing-program, der holder tekst og billeder adskilt. Det gør det lettere at undgå horeunger.